# Allium neapolitanum
L'aglio napoletano (Allium neapolitanum Cirillo, 1788) è una specie della famiglia Amaryllidaceae diffusa nel bacino del Mediterraneo.

## Usi
In cucina le foglie e i bulbi si possono usare per minestre, insalate, frittate o per insaporire carni. I bulbi, pronti per la raccolta nella seconda metà dell'estate, si conservano come l’aglio coltivato.